# Nipponophloeus dorcoides
Nipponophloeus dorcoides là một loài bọ cánh cứng trong họ Laemophloeidae. Loài này được Reitter miêu tả khoa học năm 1874.